# ウィリアム・トマス・ブランド

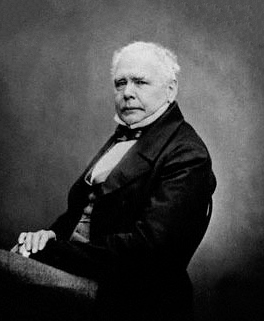

ウィリアム・トマス・ブランド（William Thomas Brande、1788年1月11日 - 1866年2月11日）は英国の化学者。王立協会会員、エジンバラ王立協会会員。
同時代のハンフリー・デイヴィやマイケル・ファラデイほどの化学研究上の業績はないが、『化学マニュアル』（1819）含めた化学テキストの普及や王立研究所での講演で知られる。

## 生涯
ブランドはドイツのハノーファー出身の薬剤師の6人の子供の末っ子としてロンドンで生まれた。ケンジントン、そしてウェストミンスター・スクールで教育を受ける。卒業後の1802年、将来医業に携わることを目指して薬剤師である兄の徒弟となる。
グレイト・ウィンドミル医学校と聖ジョージ病院で医学を学んだ後、化学の道に入ってデイヴィと出会う。
1809年（21歳）で王立協会会員に選ばれる。
1811年と1813年にワイン、サイダー、エールといった発酵飲料のアルコール測定に関する重要な二つの論文を王立協会『年報』にて発表し、発酵飲料のアルコールがこれまで考えられていたように蒸留過程で発生したのでなく、元々液体内に含まれているものであることを明らかにした。 この業績が認められて、王立協会から1813年にコプリ・メダルを授与される。
1812年に薬剤師協会（Apothecaries' Society）の教授に任命され、また農業委員会（Board of Agriculture）での講演をデイヴィに代わって行った。翌1813年デイヴィが担っていた王立研究所の化学部門の代表も引き継いだ。
1818年に高名な化学者チャールズ・ハチェットの娘Anna Frederica Hatchettと結婚する。ハチェットはブランドが薬剤師の修業時代に出会った人物で、ブランドは彼の鉱物研究の手伝いをした経験から化学への道を目指すようになった。
1821年には、酸化リチウムの電気分解によってリチウムを初めて単離することに成功した。
1823年以降、政府はブランドに貨幣鋳造のための製鉄技術に関する相談をし、以後王立造幣局の業務に携わるようになる。1848年の王立委員会（Royal Commission）での造幣局改革案を受け、1852年、硬貨鋳造と金型（Coining and Die）の部門の監督になる。
1841年、化学協会（Chemical Society） の設立に関わり、1847年からの2年間、当協会の会長を務める。
1866年ケント州のTunbridge Wellにて死去。
エイブラハム・リーズの百科事典（Abraham Rees' Cyclopaedia）に論文を複数寄稿したとされるが、どの項目を執筆したかは不明。

## 講演
- 王立協会でのベーカリアン・メダル受賞記念講演
  - 1814年 On some new electro-chemical phenomena [3]
  - 1820年 On the Composition and Analysis of the Inflamamble Gaseous Compounds Resulting from the Destructive Distillation of Coal and Oil, with Some Remarks on Their Relative Heating and Illumination Powers

- 王立研究所でのクリスマス・レクチャー
  - 1834年、1836年、1839年、1842年、1844年、1847年、1850年（それぞれのテーマは化学、気体、大気と海洋、非金属性物質、気体、有機化学、石炭）

## 各機関での職務
- 1813年-1852年 王立研究所 教授
- 1852年-1866年 王立研究所 名誉教授（研究所は1852年に辞任）
- 1812年-1852年 薬剤師協会 教授
- 1847年-1849年 化学協会 会長

## 出版物
- Outlines of Geology (1817)
- Manual of Chemistry (1819)（当時かなり広く普及した化学テキストであり、他の化学者らのテキストのモデルとなった。）
- Manual of Pharmacy (1825)
- Dictionary of Materia Medica (1839)
- Dictionary of Science, Literature and Art (1842)
- Organic Chemistry (1854)